# Ганский, Алексей Павлович
Алексе́й Па́влович Га́нский (8 [20] июля 1870, Николаевка (Ганское), Ананьевский уезд Херсонская губерния — 29 июля [11 августа] 1908, Симеиз, Таврическая губерния) — русский астроном, геодезист и гравиметрист.

## Биография
Родился в селе Николаевка (Ганское) Ананьевского уезда Херсонской губернии (ныне Одесская область) 8 (20) июля 1870 года. Происходил из дворянского рода Ганских (герб Газдава). Родители — Павел Петрович Ганский (1837—1910) и Елена Алексеевна Зимницкая. Один из братьев — художник Пётр Ганский. Сестра Софья была замужем за авиатором В. П. Быстрицким.
Учился в Ананьевской гимназии (1883—1886), затем — в Ришельевском лицее (1886—1890), окончив который поступил на физико-математический факультет Новороссийского университета по отделению математических наук. В 1891 году перешёл в Московский университет, но в начале 1892 года по семейным обстоятельствам вернулся в Новороссийский, который и окончил в 1894 году. Затем, с 1897 года, учился в Парижском университете по классу астрономии, математики и физики. Работал в Медонской обсерватории.
С 1905 года — сотрудник Пулковской обсерватории. Инициатор создания Симеизского отделения Пулковской обсерватории (1908).
Трагически погиб в Симеизе. Произошло это 24 августа (6 сентября) 1908 года; был похоронен на Поликуровском кладбище в Ялте.
В честь А. П. Ганского был назван ледник в Баренцевом море (архипелаг Шпицберген; имя леднику было присвоено русской экспедицией 1899—1901 гг.).

## Научная деятельность
Основные научные исследования относятся к физике Солнца. Участвовал в экспедициях на Новую Землю, в Испанию и в Среднюю Азию для наблюдения полных солнечных затмений. В 1897—1905 годах совершил 9 восхождений на Монблан для определения солнечной постоянной, внезатменных наблюдений солнечной короны, наблюдений Венеры. В 1897 году указал на изменения формы солнечной короны в 11-летнем солнечном цикле. Участвовал в российско-шведских экспедициях на Шпицберген (1899, 1901) для градусных и гравиметрических измерений. Получил исключительные по качеству фотографии солнечных пятен, обнаружил зависимость формы солнечной короны от количества пятен. В 1905 году установил, что средняя продолжительность жизни отдельных фотосферных гранул составляет 2-5 минут, затем они распадаются и заменяются новыми.
Вице-президент Русского астрономического общества, секретарь Русского отделения Международной солнечной комиссии. Награждён медалью и премией государя Николая II,вручаемой от имени Русского астрономического общества (1901), премией и медалью им. П. Ж. С. Жансена Парижской академии наук (1904), орденом Почётного легиона Франции. Его именем назван лунный кратер Ганский и малая планета 1118 Hanskya (первоначальное обозначение — 1927 QD), открытая С. И. Белявским и Н. Ивановым 29 августа 1927 года в Симеизской обсерватории.